# 3792 Preston
A 3792 Preston (ideiglenes jelöléssel 1985 FA) a Naprendszer kisbolygóövében található aszteroida. Carolyn Shoemaker fedezte fel 1985. március 22-én.